# Chaza

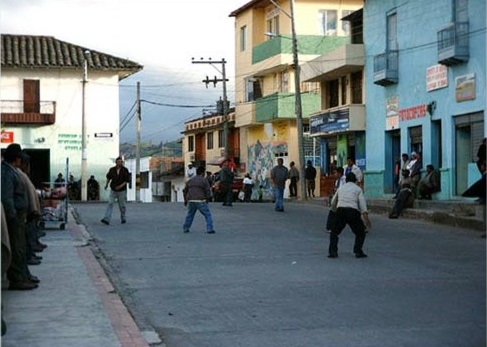
Personas jugando Chaza en Puerres - Nariño Colombia

La chaza o pelota nacional es un deporte de raqueta que se práctica en un terreno rectangular delimitado por líneas y dividido por una línea dibujada en el piso que hace las veces de red. Se disputa entre dos equipos de a 4 jugadores cada uno. El objetivo del juego es lanzar una pelota, golpeándola con la mano o con la raqueta, (denominada bombo), de modo que bote dentro del campo rival procurando que este no la devuelva. Guarda cierta semejanza y es un antecesor del internacional tenis, creado en el siglo XIX.
Fue creado por los indígenas que habitaban en el siglo XV la actual Frontera colombo-ecuatoriana. Actualmente este deporte es muy practicado en el departamento de Nariño, Colombia, y fue declarado como el «deporte nacional de Ecuador».

## Historia
La chaza fue creado en el Siglo XV, por aquellos indígenas que habitaron la actual frontera colombo-ecuatoriana. La chaza en sus inicios se jugaba con una pelota pesada de cuero, y se lanzaba con la mano.